# Liste der Bodendenkmäler in Schlammersdorf
Auf dieser Seite sind die Bodendenkmäler in der Oberpfälzer Gemeinde Schlammersdorf zusammengestellt. Diese Tabelle ist eine Teilliste der Liste der Bodendenkmäler in Bayern. Grundlage ist die Bayerische Denkmalliste, die auf Basis des Bayerischen Denkmalschutzgesetzes vom 1. Oktober 1973 erstmals erstellt wurde und seither durch das Bayerische Landesamt für Denkmalpflege geführt wird. Die folgenden Angaben ersetzen nicht die rechtsverbindliche Auskunft der Denkmalschutzbehörde.

## Bodendenkmäler der Gemeinde Schlammersdorf

### Bodendenkmäler in der Gemarkung Moos
| Lage            | Objekt | Akten-Nr.     | Bild |
| --------------- | --- | ------------- | ---- |
| Moos (Standort) | Turmstelle des Mittelalters oder der Neuzeit.                                                                     | D-3-6236-0001 |      |
| Moos (Standort) | Gebäudereste des sog. Bihäusl, spätmittelalterlicher Schutzbau für Jagd, Fischfang, Waldimkerei und Pechsiederei. | D-3-6236-0002 |      |

### Bodendenkmäler in der Gemarkung Schlammersdorf
| Lage                      | Objekt | Akten-Nr.     | Bild |
| ------------------------- | --- | ------------- | ---- |
| Schlammersdorf (Standort) | Archäologische Befunde im Bereich des ehemaligen Schlosses von Schlammersdorf, zuvor spätmittelalterliche Burg. | D-3-6136-0017 |      |
| Schlammersdorf (Standort) | Archäologische Befunde des Mittelalters und der frühen Neuzeit im Bereich der Katholischen Pfarrkirche St. Lucia in Schlammersdorf, darunter die Spuren von Vorgängerbauten bzw. älteren Bauphasen. Siehe auch: St. Lucia (Schlammersdorf) | D-3-6136-0020 |      |
| Schlammersdorf (Standort) | Archäologische Befunde und Funde im Bereich des ehemaligen Schlosses von Menzlas, zuvor spätmittelalterlicher Adelssitz. | D-3-6136-0021 |      |
| Schlammersdorf (Standort) | Untertägige Befunde des abgebrochenen Schlosses und ehemalige Landsassengutes Naslitz, zuvor ein spätmittelalterlicher Adelssitz. | D-3-6136-0022 |      |
| Schlammersdorf (Standort) | Archäologische Befunde des Mittelalters und der frühen Neuzeit im Bereich des ehemaligen Schlosses Ernstfeld. | D-3-6236-0049 |      |